# Monumento planificado

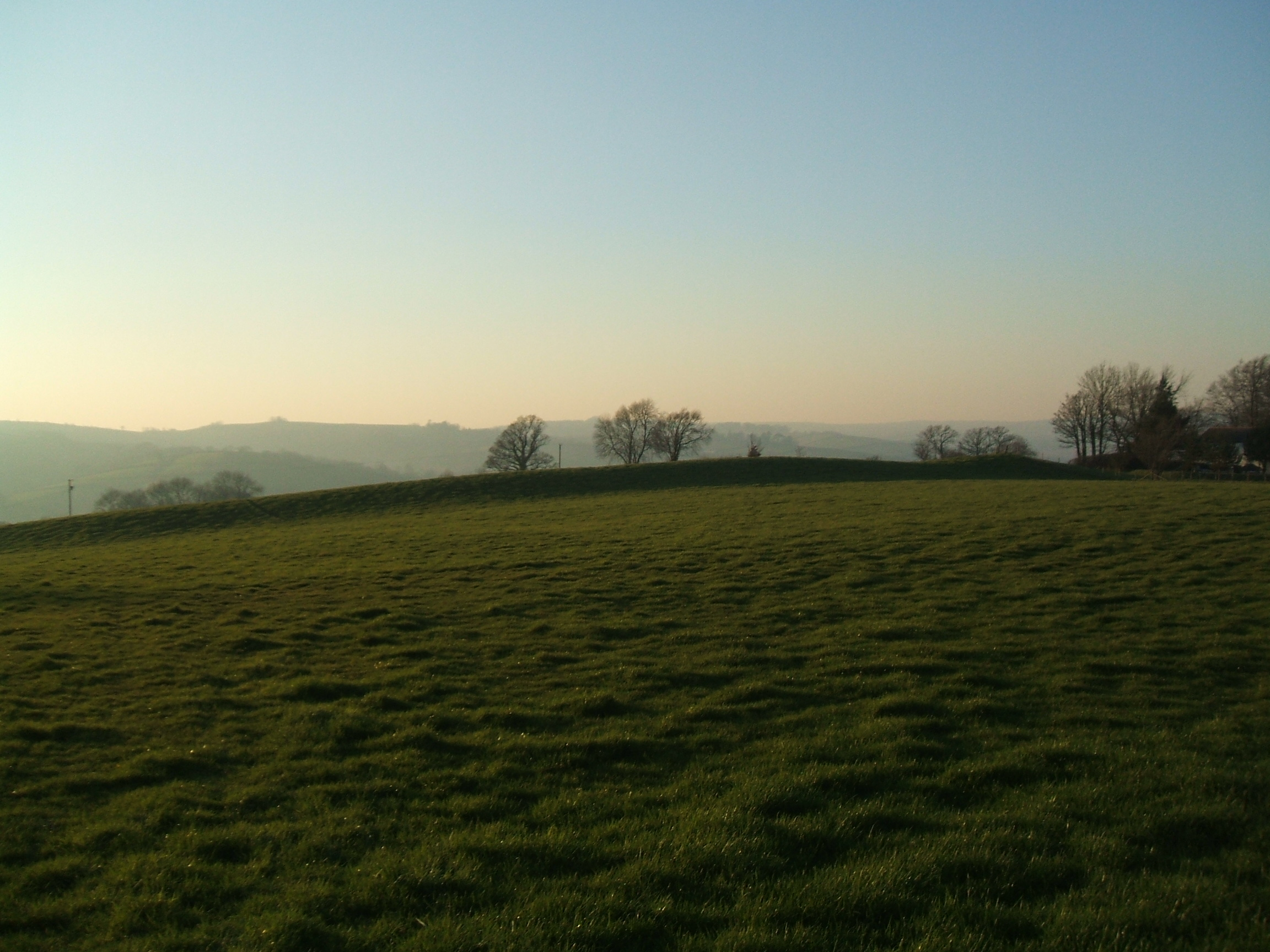
Vista de las murallas orientales (las más altas) del castillo de Cranmore desde Exeter Hill.

En el Reino Unido, un monumento planificado (scheduled monument) es un sitio arqueológico o edificio histórico 'importante nacionalmente', protegido contra cambios no autorizados. La protección dada a monumentos planificados es distinta al sistema de urbanismo y ordenamiento territorial. Los monumentos planificados antiguos se definen en la Ley de Monumentos Antiguos y Áreas Arqueológicas de 1979. En Inglaterra, Gales y Escocia pueden referirse a Monumentos Planificados Antiguos. En Irlanda del Norte se designan bajo legislación distinta y se refieren a Monumentos Planificados Históricos (para los que tienen propiedad privada) o como Monumentos bajo el Cuidado del Estado (para los monumentos que están en la propiedad pública).
Ocasionalmente, monumentos planificados también se designan como edificios catalogados (por ejemplo, la Catedral de Dunblane), aunque el segundo generalmente se aplica sólo a edificios y estructuras que son, o que podrían ser, en el uso moderno cotidiano. En el caso de que un monumento sea ambos planificado y catalogado, muchas provisiones de la legislación catalogada no se aplican (por ejemplo las que refieren a Letreros para Preservar Edificios).
En Inglaterra, el Departamento para la Cultura, los Medios de Comunicación y los Deportes mantiene un registro, o programa, de sitios de importancia nacional que reciben la protección del estado. Este proceso se delegó para la primera vez a Escocia y Gales durante los años setenta y ahora se controla por el Gobierno de Escocia y la Asamblea Nacional de Gales. Los órganos gubernamentales responsables de la arqueología y el medio ambiente histórico en el Reino Unido son: English Heritage en Inglaterra, Cadw en Gales, Escocia Histórica en Escocia. El sistema de Irlanda del Norte 
se gobierna por legislación distinta, y es operado por el Servicio del Medio Ambiente y Patrimonio. 
Una lista larga de criterios se usa para decidir si un monumento antiguo debería ser planificado o no. La planificación da alta protección como se hace ilegal emprender un rango amplio de trabajos dentro de una área designada, sin el 'consentimiento para un monumento planificado'. Los criterios se revisaron en 2006. Para ser eligible para planificación, un monumento debe demostrar tener 'importancia nacional' (en los términos de la Ley de 1979). Se dan criterios no reglamentarios para guiar la evaluación. En Inglaterra estos son:
- Periodo - quiere decir el espacio de tiempo en que se usaba; sitios importantes a veces son de varios periodos.
- Rareza - monumentos con pocos comparadores conocidos tienen más probabilidad de planificarse.
- Documentación - información de investigaciones más tempranas puede impactar en su importancia.
- Valor de grupo - en el caso de que un monumento forme parte de un paisaje geográfico más amplio de sitios importantes.
- Sobreviviencia/Condición - el nivel que los restos sobrevivientes expresan el tamaño, la forma y la función del sitio.
- Fragilidad/Vulnerabilidad - amenazas al sitio de agencias naturales, el turismo o el desarrollo puede dirigir a un monumento siendo planificado para su protección.
- Representividad - si el monumento representa bien o no tipos diversos semejantes y/o si o no contiene características únicas.
- Potencial - su capacidad de contribuir a nuestro conocimiento tras más estudio.

No hay apelación contra el proceso de planificación y añadir un monumento al programa puede ser un proceso que necesite investigación y consideración. Se puede acelerar el proceso para sitios amenazados. En Inglaterra, el English Heritage junta información en un sitio, define un límite en sus alrededores y aconseja el Secretario de Estado para la Cultura, los Medios de Comunicación y los Deportes de su elegibilidad para inclusión en el programa. En Escocia y Gales Escocia Histórica y Cadw forman parte del gobierno central y actuar en nombre de los Ministros relevantes.
Se puede dar la protección para poner el monumento bajo la propiedad del estado o ponerlo bajo custodia, el último quiere decir que el propietario retiene posesión, mientras que el órgano apropiado de patrimonio nacional lo mantiene y (usualmente) lo abre al público. Field Monument Wardens monitorizan los sitios para revisar su condición e informan sobre algún daño, etc. Áreas más amplias pueden ser protegidas por la designación de sus ubicaciones como Áreas de Importancia Arqueológica. Desde 2004 sólo cinco centros de ciudades, todos en Inglaterra, han sido designados AIAs (Canterbury, Chester, Exeter, Hereford y York). Esta parte de la Ley de 1979 nunca entró en vigor en Escocia.
Dañar un monumento planificado es una infracción penal y cualquier trabajo que tiene lugar dentro necesita el consentimiento del Secretario de estado o su equivalente delegado.Rara vez se da permiso para trabajos no esenciales, y nueva construcción cerca a un monumento planificado que puede dañar su entorno es una consideración material en el sistema de planificación.
El sistema de planificación es criticado por algunos por ser pesado y torpe. También tiene una definición limitada de lo que constituye un monumento. Características como paisajes rituales y campos de batalla son difíciles a planificar. La planificación no se aplica usualmente a sitios submarinos, aunque tres sitios marítimos han sido designados como monumentos antiguous planificados. En Inglaterra un cambio radical ha sido propuesto, donde será creado un registro individual  que incluye monumentos planificados y edificios catalogados.
A veces monumentos antiguos son también edificios catalogados, o están ubicados en una área de conservación. Otras son Patrimonios de la Humanidad.

## Inglaterra
- Ejemplo 1: Wymondham Abbey en Norfolk es un monumento antiguo planificado, un edificio catalogado como segunda categoría y está ubicada en la Área de Conservación de Wymondham.
- Ejemplo 2: Paston Great Barn, también en Norfolk, es un monumento antiguo planificado, un edificio catalogado como segunda categoría. Debido a la presencia de murciélagos raros, también está en un sitio de interés científico especial.

## Irlanda del Norte
Ejemplos de los monumentos planificados en Irlanda del Norte, designados por el Servicio del Medio Ambiente y Patrimonio:
- King's Stables, Condado de Armagh
- Loughbrickland Crannog, Condado de Down

## Escocia
Ejemplos de los monumentos planificados en Escocia, designados por Escocia Histórico:
- Castle Tioram, Lochaber, Highlands
- Capilla Rosslyn, Midlothian

## Gales
Ejemplos de los monumentos planificados en Gales, designados por Cadw:
- Conwy Castle, Clwyd
- Dolaucothi Gold Mines, Carmarthenshire